# Broholm Kirke
Denne artikel omhandler en sognekirke ved Tommerup på Vestfyn. For baptistmenigheden i København, se Broholmkirken.
Broholm Kirke er kirken i Broholm Sogn på Fyn. Kirken ligger i den nordlige udkant af Tommerup Stationsby ved landevejen mod Skallebølle. Planerne om at opføre en kirke i Tommerup Stationsby opstod, da landsbyen var vokset støt siden anlæggelsen af jernbanen 1865. Det var fra start planen, at kirken skulle servicere både stationsbyen og dele af nabosognene, Ubberud, Vissenbjerg og Brylle.
Kirken blev opført efter tegninger fra 1904 af kgl. bygningsinspektør J. Vilhelm Petersen på en grund i stationsbyens nordlige udkant, der blev skænket af enkefru Marie Jørgensen på (Store) Broholm.. Grundstenen blev nedlagt 1. august 1906 og kirken kunne indvies 2. juni 1907. Indtil 1979 var kirken en annekskirke til Tommerup Sogn, men har siden da været sognekirke for sit eget sogn (uden de dele af kirkedistriktet, der lå i Vissenbjerg og Ubberud sogne). Broholm Kirke er blevet gennemgående renoveret i 2001.

## Bygning
Kirken består af skib, kor i vest og tårn i øst, hver med to sidebygninger; tårnrummet fungerer som våbenhus. Denne planløsning genkendes i J. Vilhelm Petersens omtrent samtidige kirker, Ravnebjerg (1902) og Vor Frelsers Kirke i Odense (1909), ligesom brugen af ornamenter og pynt hentet fra et idealiseret middelalderligt formsprog går igen i de tre kirker; dog mest markant i Ravnebjerg.

## Inventar
Størstedelen af inventaret er fra kirkens opførelse 1907. Altertavlen er udført af Mille Madsen i skønvirke og rummer Tony Müllers maleri Jesus og den samaritanske kvinde fra 1906-07. Døbefonten er en fri fortolkning af de romanske døbefonte af såkaldt "vestjysk" type. Dåbsfad og -kande er udført af C. Antonsen, Odense og skænket o. 1952 til minde om førstelærer og kirkesanger Viggo Nielsen. Bronzerelieffet, er er opsat i en niche på triumfvæggen er udført 1986 af Lotte Olsen og forestiller Kongernes Tilbedelse med mindre relieffer af Bebudelsen og Besøgelsen i baggrunden. Orglet er udskiftet under kirkens istandsættelse 2001 og er bygget af Bruno Christensen og sønner i Sønderjylland.

## Eksterne kilder og henvisninger
- Wikimedia Commons har flere filer relateret til Broholm Kirke
- Broholm Kirke hos danmarkskirker.natmus.dk (Danmarks Kirker, Nationalmuseet).

- Broholm Kirke hos KortTilKirken.dk